# Джон Мичъл
 Тази статия е за британския учен.  За канадската музикантка вижте Джони Мичъл.  
Джон Мичъл (на английски: John Michell; 25 декември 1724 – 29 април 1793) е виден английски естествоизпитател, геолог и свещеник от графство Йоркшър.
Занимава се с астрономия, оптика и гравитация, като едновременно е теоретик и експериментатор. Открива вълновата природа на разпространение на земетресенията, извършва ред оригинални изследвания на магнетизма и гравитацията, предвижда възможността за съществуване на черните дупки.
Първи предлага да се използва торзионна везна за определяне на гравитационната константа и построява прототип на прибор за измерване на масата на Земята, но не успява да проведе самостоятелно експеримента и изчисленията. След смъртта му неговата научна апаратура преминава у Хенри Кавендиш, който и изчислява масата на нашата планета.